# Shomu
Keizer Shomu (聖武天皇, Shōmu-tennō, 701, Yamato – Nara, 21 juni 756) was de 45ste keizer van Japan en regeerde tijdens de Naraperiode. Deze keizer investeerde veel in het boeddhisme en maakte het boeddhisme tot de officiële staatsreligie.

## Inleiding
Keizer Shōmu, als kind ook Obito no miko, werd geboren in 701 in Yamato. Hij was de zoon van keizer Monmu en Fujiwara no Miyako. Hij was tevens de kleinzoon van de bekende Keizer Tenmu. Reeds in 719, op 18-jarige leeftijd, was hij actief in de regering. Zijn tante Genshō was toen keizerin van Japan en het is vooral door haar dat Shōmu in de regering terechtkwam. Hij werd keizer in 724 nadat zijn tante troonsafstand had gedaan. In 729 werd ook zijn vrouw, Fujiwara no Kōmyō, tot keizerin gekroond. Zijn regeringsperiode bleef duren tot het jaar 749. Hij was vooral in de geschiedenisboeken te vinden als een voorstander van het boeddhisme. Dankzij hem werd in 752 ook de befaamde en nog bestaande Tōdaiji gebouwd. Zijn bekering tot het monnikenleven betekende in 749 het einde van zijn keizerschap. Zijn dochter, Keizerin Kōken, ook wel Shōtoku, nam toen de troon over.

## Zijn boeddhisme
Het belangrijkste kenmerk van deze keizer was zijn obsessie met het boeddhisme. Van alle keizers werd hij als de meest boeddhistische beschouwd. Tijdens de zesde eeuw waaide dit boeddhisme over vanuit Korea. Enkele clans waren hier echter tegen, terwijl andere ermee instemden, waardoor er conflicten ontstonden. De instemmende zijde won dit geschil en zo werd later het boeddhisme in een Japans jasje gestoken, zodat het niet in strijd was met het shintoïsme. Hierdoor konden deze twee godsdiensten naast elkaar bestaan.
Keizer Shōmu wilde een staat die beschermd werd door het boeddhisme, waaruit bleek dat ook hij voor het boeddhisme was. Tōdaiji, Hōkkeji, Kōfuku-ji en Saidai-ji zijn enkele van de tempels uit een ruim gamma die op bevel van keizer Shōmu werden gebouwd. De Tōdaiji, eerst Kinshōsen-ji, werd gebouwd ter ere van zijn overleden zoon, prins Motoi. Van deze Tōdaiji was vooral het Schathuis (Shōsoin) goed bewaard gebleven. Hierin bevonden zich schatten uit de Nara-periode en vooral van Keizer Shōmu.
Niet alleen de bouwkunst, maar ook de beeldhouwkunst vond zijn progressie in de Nara-periode. Deze twee takken gingen hun eigen weg in de Japanse cultuur onder keizer Shōmu en vormden een eerste glansperiode betreffende de kunst in Japan.

## Daden van de keizer
Keizer Shōmu heeft in zijn leven heel wat uitgeprobeerd, in gang gezet en ook af kunnen werken. Zo heeft hij zoals reeds vermeld heel wat tempels op zijn naam staan. Hij heeft ook verscheidene keren geprobeerd een andere hoofdstad dan Nara te verkrijgen, vooral in het noordoosten hiervan, maar hierin slaagde hij niet. Toch verhuisde aan het einde van de 8ste eeuw de hoofdstad naar het toenmalige Heian-kyō.

### De bouw van de Tōdaiji
De Tōdaiji is een grote boeddhistische tempel te Nara die gebouwd werd op bevel van de keizer. De meeste gebouwen werden gebouwd tussen 745 en 752. Opmerkelijk hierbij was het gigantische Boeddhabeeld (Daibutsu) van Vairocana die keizer Shōmu in 752 liet bouwen. Bijna al het koper dat aanwezig was in Japan was hieraan opgegaan, ook dankzij de acht pogingen die men nodig had om het beeld tot stand te doen brengen.

### Pokkenepidemie
In de jaren 730 brak de pokkenepidemie uit. Deze eiste veel slachtoffers, zowel in de lage standen als in de aristocratie. Shōmu verlaagde toen de belastingen en ondernam militaire handelingen. Shintoïstische en boeddhistische godsdienstoefeningen werden ook uitgevoerd in de Tōdaiji om kwade geesten te vernietigen en de Shintō Kami te vragen de slachtoffers te genezen.

### Sechie
Keizer Shōmu moedigde de sumaibito aan van over heel Japan om deel te nemen aan jaarlijkse festivals, Sechie, die in de keizerlijke tuinen plaatsvonden op de 7de dag van de 7de maand. Tegelijkertijd kwamen ook dichters aan hun trekken, die hun werk mochten voordragen. Sechie-zumō werd een ritueel om vrede en voorspoed over heel Japan te brengen. Deze traditie werd nog voortgezet in de Heian-periode (794-1185).

### Kegon-school
De Kegon-school was een van de zes boeddhistische scholen in Japan. Deze was ontstaan in China en kwam rond 740 dankzij Shenxiang in Japan terecht. Aan deze Kegon-school hechtte Shōmu zoveel belang, dat hij het land wilde besturen aan de hand van de ideeën van deze school. Dit was wederom een reden voor de bouw van de Tōdaiji tempel.

### Shōmu’s thee-ervaring
In het jaar 729 proefde de keizer voor het eerst thee uit China. Deze thee werd door hem geïmporteerd naar Japan. Aanvankelijk dronken alleen monniken de thee, maar later werd het drankje ook door de rest van het land gedronken. Het was vooral zwarte en groene thee die Shōmu aan de monniken in de kloosters schonk. Een traditie die toen ontstond, genaamd Cha no yu, ging dus gepaard met de boeddhistische tradities en ceremoniën. Deze nieuwe traditie behelsde het verwerven van een moment van rust en het streven naar harmonie, zuiverheid en respect. Dankzij Shōmu gingen religieuze ceremoniën gepaard met het drinken van thee.
* Regent Jingu staat niet op de traditionele lijst.